# Henri Warnery
Pour les articles homonymes, voir Warnery.
Henri Warnery, né à Lausanne en 1859 et mort en 1902, est un poète suisse.

## Biographie
Il y étudia la théologie avant de devenir professeur de langue et de littérature française au collège de Constantinople.
Il devint ensuite sous-directeur de l’École normale protestante de Courbevoie ainsi que professeur au collège cantonal de Lausanne.
Selon un critique, « Henri Warnery est un analyste subtil, d’une tendresse infiniment délicate, et un penseur profond capable d’embrasser les plus hauts problèmes. Parnassien psychologue au début, il sut renouveler son talent par une œuvre d’inspiration bien nationale, Sur l'Alpe, où la montagne est chantée avec une fraîcheur et une intensité d’impression très remarquables ». Il est en particulier l'auteur des paroles de l'hymne neuchâtelois.
Henri Warnery obtint le prix Rambert (prix littéraire) en 1903 pour Le Peuple vaudois (Payot et Cie, 1903), à titre posthume. C'était la première fois que ce prix était remis.

## Œuvres
- La philosophie de l'histoire de Saint Paul (1882)
- Poésies (1887)
- Le Peuple vaudois (1903)
- Littérature et morale : essais et discours (1904)
- Aux vents de la vie — Sur l'Alpe (1904)
- Le Chemin d’espérance : confession d’un inconnu (1910)